# 盆吉乡
盆吉乡（藏語：ཕན་སྐྱིད་），是中华人民共和国西藏自治区日喀则市定日县下辖的一个乡镇级行政单位。

## 行政区划
盆吉乡下辖以下地区：
其仓村、盆吉村、龙嘎村、恰巴村和德久村。